# Refugi de Juclar
El refugi de Juclar (també escrit Juclà) és un refugi de muntanya que hi ha a la capçalera de la vall d'Incles, a la parròquia de Canillo (Andorra). Està situat al costat de la presa del primer estany de Juclar, a 2.294 m d'altitud.

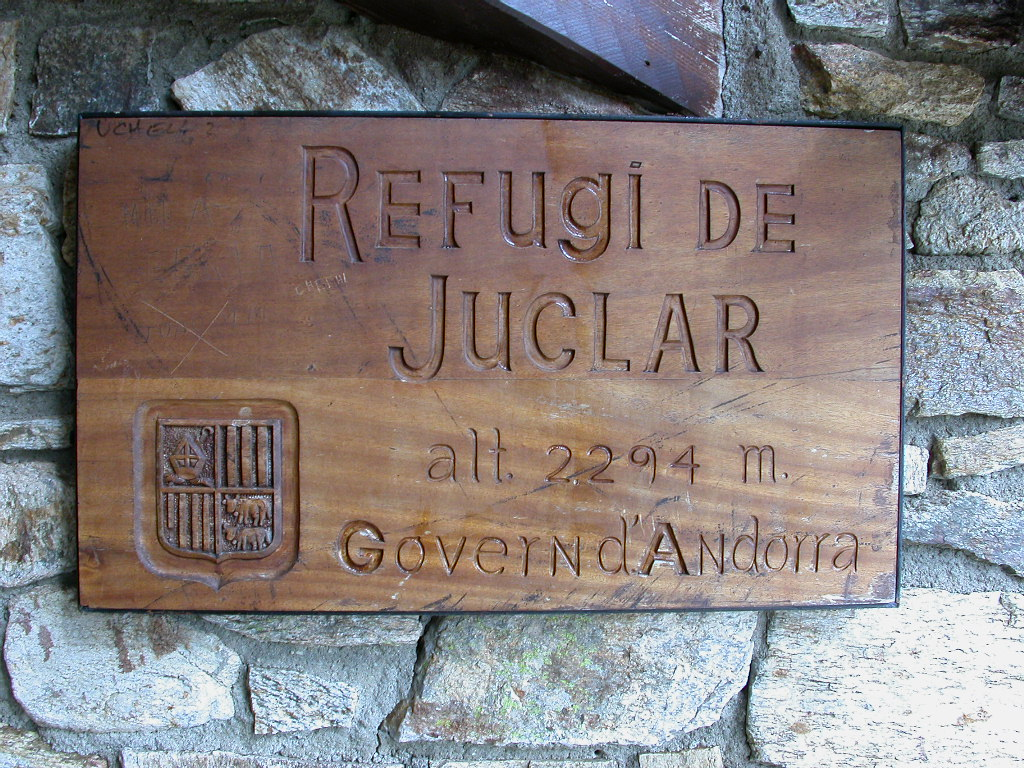
Placa identificativa a l'exterior

Tot i que durant molts d'anys havia estat un refugi lliure, el juliol de 2009 va passar a ser guardat i de pagament. Les instal·lacions s'han modernitzat en matèria d'il·luminació, aigua calenta, deixalles i dutxes. S'ha tingut una especial cura en el servei de vàters; a l'exterior n'hi ha tres de secs que estan situats en un annex. Tot plegat és conduït a un sistema de sanejament autònom que permet tractar adequadament les aigües residuals generades pel sistema de vàters, així com les que provenen de l'activitat de la cuina. Totes aquestes adequacions han costat prop d'1 milió d'euros.
El refugi disposa de 45 places; a més, ofereix servei de bar i menjars.